# Silene neglecta
Silene neglecta är en nejlikväxtart som beskrevs av Michele Tenore. Silene neglecta ingår i släktet glimmar, och familjen nejlikväxter. Inga underarter finns listade i Catalogue of Life.